# Bregmaceros
Bregmaceros, rod riba bakalarki smješten u vlastitu porodicu Bregmacerotidae. Postoji 14 priznatih vrsta iz tropskih i suptropskih mora.

## Vrste
1. Bregmaceros arabicus D'Ancona & Cavinato, 1965
2. Bregmaceros atlanticus Goode & Bean, 1886
3. Bregmaceros bathymaster Jordan & Bollman, 1890
4. Bregmaceros cantori Milliken & Houde, 1984
5. Bregmaceros cayorum Nichols, 1952
6. Bregmaceros houdei Saksena & Richards, 1986
7. Bregmaceros japonicus Tanaka, 1908
8. Bregmaceros lanceolatus Shen, 1960
9. Bregmaceros mcclellandi Thompson, 1840
10. Bregmaceros nectabanus Whitley, 1941
11. Bregmaceros neonectabanus Masuda, Ozawa & Tabeta, 1986
12. Bregmaceros pescadorus Shen, 1960
13. Bregmaceros pseudolanceolatus Torii, Javonillo & Ozawa, 2004
14. Bregmaceros rarisquamosus Munro, 1950